# Aloe weloensis
Aloe weloensis ist eine Pflanzenart der Gattung der Aloen in der Unterfamilie der Affodillgewächse (Asphodeloideae). Das Artepitheton weloensis verweist auf das Vorkommen der Art im Welo-Florengebiet in Äthiopien.

## Beschreibung

### Vegetative Merkmale
Aloe weloensis wächst stammlos, ist einzeln oder sprossend und bildet dann kleine Klumpen. Die bis zu 35 Laubblätter bilden eine Rosette. Die Blattspreite ist 20 bis 45 Zentimeter lang und 5 bis 10 Zentimeter breit. Auf ihr befinden sich grünlich weiße Flecken. Die bräunlich gespitzten Zähne am Blattrand sind 1 bis 2 Millimeter lang und stehen 8 bis 10 Millimeter voneinander entfernt. Der Blattsaft trocknet gelb.

### Blütenstände und Blüten
Der Blütenstand weist vier bis sechs Zweige auf und erreicht eine Länge von 55 bis 150 Zentimeter. Die zylindrischen Trauben sind 15 bis 25 Zentimeter lang und 6 bis 8 Zentimeter breit. Die weißen, eiförmig-spitzen Brakteen weisen eine Länge von 2 bis 5 Millimeter auf und sind 2 Millimeter breit. Die rosaroten Blüten stehen an 10 bis 13 Millimeter langen Blütenstielen. Sie sind 21 bis 23 Millimeter lang und an ihrer Basis leicht geschwollen und gestutzt. Auf Höhe des Fruchtknotens weisen die Blüten einen Durchmesser von 5 bis 6 Millimeter auf. Ihre äußeren Perigonblätter sind auf einer Länge von 10 bis 11 Millimetern nicht miteinander verwachsen. Die Staubblätter und der Griffel ragen 3 bis 5 Millimeter aus der Blüte heraus.

## Systematik und Verbreitung
Aloe weloensis ist in Äthiopien in einem begrenzten Gebiet außerhalb von Dese in Richtung Addis Abeba in der Region Amhara im Welo-Florengebiet verbreitet. Sie wächst an Straßenrändern und gestörten Stellen in Höhen von 2440 bis 2500 Metern.
Die Erstbeschreibung durch Sebsebe Demissew wurde 2011 veröffentlicht.

## Gefährdung und Schutzmaßnahmen
Aufgrund der ungenügenden Populationszahlen dieser Art wird diese von der IUCN in der Kategorie Data Deficient (ungenügende Datenlage) gelistet. Zu den Bedrohungen dieser Art zählen die Umwandlung ihres Lebensraumes in Ackerflächen und Viehweiden. Zum Schutz der Art wird diese in Kultur gezogen.

## Nachweise